# سوزان كرامر
سوزان كرامر (بالألمانية: Susanne Cramer)‏ هي ممثلة ألمانية، ولدت في 3 ديسمبر 1936 في فرانكفورت في ألمانيا، وتوفيت في 7 يناير 1969 في هوليوود في الولايات المتحدة بسبب ذات الرئة.

## وصلات خارجية
- سوزان كرامر على موقع IMDb (الإنجليزية)
- سوزان كرامر على موقع ألو سيني (الفرنسية)
- سوزان كرامر على موقع أول موفي (الإنجليزية)
- سوزان كرامر على موقع قاعدة بيانات الأفلام السويدية (السويدية)
- سوزان كرامر على موقع قاعدة بيانات الفيلم (الإنجليزية)
- سوزان كرامر على موقع كينوبويسك (الروسية)